# Michael McGovern
Michael McGovern (* 12. července 1984, Enniskillen, Severní Irsko, Spojené království) je bývalý severoirský fotbalový brankář.

## Klubová kariéra
- Enniskillen Town United FC (mládež)
- Celtic FC (mládež)
- Celtic FC 2001–2008
- →  Stranraer FC (hostování) 2005
- →  St. Johnstone FC (hostování) 2006
- Dundee United FC 2008–2009
- Ross County FC 2009–2011
- Falkirk FC 2011–2014
- Hamilton Academical FC 2014–2016
- Norwich City FC 2016–2023
- Heart of Midlothian FC 2023–2024
- →  Livingston FC 2024

## Reprezentační kariéra
Michael McGovern zaznamenal svůj debut za severoirský národní A-tým 30. 5. 2010 v přátelském utkání v Chillánu proti týmu Chile (prohra 0:1). K dalšímu zápasu v dresu severoirské reprezentace nastoupil až po bezmála pěti letech v březnu 2015.
Se svým mužstvem se mohl v říjnu 2015 radovat po úspěšné kvalifikaci z postupu na EURO 2016 ve Francii (byl to premiérový postup Severního Irska na evropský šampionát). Zúčastnil se EURA 2016 ve Francii, kam jej nominoval trenér Michael O'Neill.